# Sharmila Rege
Sharmila Rege (Pune, 7 d'octubre de 1964 - 13 de juliol de 2013) va ser una sociòloga índia, acadèmica feminista i autora de Writing Caste, Writing Gender. Va dirigir el Krantijyoti Savitribai Phule Women's Studies Centre (el departament d'Estudis de Gènere) a la Universitat de Pune, càrrec que ocupava des de 1991. Va rebre el premi Malcolm Adiseshiah per la seva contribució als estudis de desenvolupament de l'Institut d'Estudis de Desenvolupament de Madrás (MIDS) el 2006.
Rege era una de les principals estudioses feministes a l'Índia. La seva feina en el desenvolupament d'una perspectiva des del punt de vista dalit ha estat crucial per a l'obertura dels debats feministes a l'Índia, a les preguntes de la classe, la casta, la religió i la sexualitat. La feina de Rege dins de l'acadèmia, de lluitar pel dret dels drets de l'estudiant dalit, ha estat un testimoniatge del seu compromís amb la reforma educativa crítica en l'Índia.
Després d'una breu lluita amb el càncer de còlon, va morir el 2013.